# アネイチュム語
アネイチュム語（アネイチュムご; 英: Aneityum、Aneityumese、Aneiteum、Aneiteumese）あるいはアネジョム語（アネジョムご; 英: Anejom; アネイチュム語名: intas Anejom̃）は、バヌアツの有人島としては最南端に位置するアネイチュム島で話されている言語である。
オーストラリア出身の言語学者ジョン・リンチにより体系的な調査・研究が行われたが、リンチ自身が系統的に近いと位置付けた言語が軒並みSVO語順であるのに対してVOSの語順を持つなどの特徴が見られる（参照: #統語論）。

## 歴史
アネイチュム島に最初に立ち入ったヨーロッパ人はアルファ号（Alpha）というブリッグ（2本マストの帆船）で1830年に訪れたビャクダン商たちであり（Bennett (1831:189)）、その後1841年に最初の宣教師たちが到来した。ほかのオセアニア諸語と同様、最初の語彙の記録は初期の航海者たちや宣教師たちにより行われている（Bennett (1831); Turner (1861)）。1858年までに全ての地区に学校が存在する状態となり（Spriggs (1985:25)）、教育はアネイチュム語で行われたが基本的な計算は英語で行われた。そして1863年には新約聖書の、1878-9年には旧約聖書のアネイチュム語による完訳が出版された。
20世紀後半には言語学者ジョン・リンチが調査を行い、Lynch (1982) や Lynch (2000a) など文法についての著作を発表している。現代のアネイチュム語に方言の違いは存在しないが、ヨーロッパ人との接触の時期にアネイチュム島では2種類の言語ないしは少なくとも2種類の方言が話されていたかもしれないことを推定できる根拠（口承など）がいくつか存在する（Lynch & Tepahae (1999)）。

## 系統
19世紀後半に伝道を行った宣教師ジョン・イングリスはアネイチュム島の島民たちに文字の読み方を教えていたサモア人教師夫妻でもアネイチュム語の読解には苦労していたことに触れ、その原因がアネイチュム語がサモア語と全く異なるためであったということを明記している。実際に後世にオセアニア諸語の概念が現れ、系統関係について論じられようになってからも両者はオセアニア諸語下でも互いに異なる系統に分類される傾向が見られる。
Lynch (1978) によりオセアニア諸語の下位分類として南部バヌアツ諸語（Southern Vanuatu）が確立され、アネイチュム語はそこに含められた。Lynch & Crowley (2001:20) は Lynch (1978) を含め複数の先行研究が行われてきたことを踏まえたうえでもなおエマエ語（Emae）、メレ・フィラ語（Mele-Fila; 別名: Ifira-Mele）、フツナ・アニワ語（Futuna-Aniwa）を除いたバヌアツの諸言語や、地理的にバヌアツの南西に位置するニューカレドニアの諸言語同士の関連性について厳密な結論を出すことは避けつつ、アネイチュム語についてはエロマンガ島やタンナ島の諸言語と同じグループに置き、ニューカレドニアの諸言語もほぼ確実に同じグループに入るものとしている。なお、Glottolog 4.4 がこの言語の上位区分の一つして採用している「南部メラネシア諸語」(英: Southern Melanesian) も Lynch (2000b) で初めて提唱されたものをリンチ自身が Lynch (2004) で修正した概念である。

## 話者人口
現代の話者人口はバヌアツの首都ポートビラ（エファテ島）やそのほかの場所に暮らす者を含めても800-900人である。しかし1854年に宣教師たちが調査したアネイチュム島の人口は3800人であったにもかかわらず、1930年には182人にまで減少していた。

## 音韻論
最初は音素の一覧から紹介することとする。まず母音は以下の通りである。
|    | 前舌 | 中舌 | 後舌 |
| -- | ---- | ---- | ---- |
| 狭 | i    |      | u    |
| 中 | e    |      | o    |
| 広 |      | a    |      |

次に子音は以下の通りである。
|            | 唇軟口蓋音 | 唇音 | 歯音 | 歯茎音 | 硬口蓋音 | 軟口蓋音 | 声門音 |
| ---------- | ---------- | ---- | ---- | ------ | -------- | -------- | ------ |
| 閉鎖音     | pʷ         | p    |      | t      |          | k        | (ʔ)    |
| 破擦音     |            |      |      |        | tʃ       |          |        |
| 無声摩擦音 |            | f    | θ    | s      |          |          | h      |
| 有声摩擦音 |            | v    |      |        |          | γ        |        |
| 鼻音       | mʷ         | m    |      | n      | ñ        | ŋ        |        |
| 側面音     |            |      |      | l      |          |          |        |
| たたき音   |            |      |      | r      |          |          |        |
| 半母音     | w          |      |      |        |          | y        |        |

リンチの正書法では /pʷ/ は p̃、/tʃ/ は j、/θ/ は d、/γ/ は c、/mʷ/ は m̃、硬口蓋鼻音は ñ、/ŋ/ は g、半母音の硬口蓋音は y で表される。これらはあくまでも音韻的な話であり、以下のように実際の音声は前後の要素や位置次第で変化し得る。
- 音素 /t/ と実際の音声
  - tinau /tinau/ [ˈtʰɪnɒu̯]〈泣き止む〉
  - natimi /natimi/ [naˈd̥ɪmi]〈人〉
  - natmas /natmas/ [ˈnad̥mas]〈スピリット〉
  - intaketha /intaketha/ ["ʔɪnd̥aˈɡɛtʰa]〈女〉
  - aptistis /aptistis/ [ʔapˈtɪstɪs]〈絡まる〉
  - nattu /natːu/ [ˈnatːu]〈バナナの一種〉
- 音素 /tʃ/ と実際の音声
  - nijman /nitʃman/ [ˈnɪcman]〈彼の手〉
  - ajgañ /atʃŋañ/ [ˈʔaicŋaiñ]〈…を待つ〉
  - jim /tʃim/ [ˈtʃɪm ~ ˈd̥ʒɪm]〈…するな！〉
  - najaj /natʃatʃ/ [ˈnaid̥ʒaitʃ ~ ˈnaid̥ʒaic]〈ヒラメ・カレイの類〉
  - amjeg /amtʃeŋ/ [ˈʔamd̥ʒɛŋ]〈眠る〉
- inCa
  - inp̃a /inpʷa/ [ˈʔɪnb̥ʷa ~ ˈɪnb̥ʷɒ]〈魚の一種〉
  - inpa /inpa/ [ˈʔɪnb̥a]〈ミカン科の高木 Euodia hortensis〉
  - inta /inta/ [ˈʔɪnd̥a]〈棟木〉
  - inka /inka/ [ˈʔɪnɡ̥a]〈ここ〉
  - inja /intʃa/ [ˈʔɪnd̥ʒa]〈血〉

## 文法

### 人称代名詞
人称代名詞は3つの人称の区別があり、このうち非単数の一人称は包含（聞き手を含む私たち）と除外（聞き手を含まない私たち）の区別も存在する。数は単数・双数・三数（きっちり3つのものであることを表す）・複数の4種、格は焦点・目的・所有の3種が区別される。格ごとの一覧表は以下の通りである。
|            | 単数     | 双数    | 三数    | 複数  |
| ---------- | -------- | ------- | ------- | ----- |
| 一人称包含 | añak     | akajau  | akataj  | akaja |
| 一人称除外 | añak     | ajamrau | ajamtaj | ajama |
| 二人称     | aek, aak | ajourau | ajoutaj | ajowa |
| 三人称     | aen, aan | aarau   | aattaj  | aara  |

|            | 単数    | 双数   | 三数   | 複数 |
| ---------- | ------- | ------ | ------ | ---- |
| 一人称包含 | ñak     | cajau  | cataj  | caja |
| 一人称除外 | ñak     | camrau | camtaj | cama |
| 二人称     | yic, -c | courau | coutaj | cowa |
| 三人称     | yin, -n | rau    | ettaj  | ra   |

|            | 単数 | 双数   | 三数   | 複数 |
| ---------- | ---- | ------ | ------ | ---- |
| 一人称包含 | -k   | -jau   | -taj   | -ja  |
| 一人称除外 | -k   | -mrau  | -mtaj  | -ma  |
| 二人称     | -m̃   | -mirau | -mitaj | -mia |
| 三人称     | -n   | -rau   | -ttaj  | -ra  |

### 複数
有生名詞の複数形は以下のように接頭辞 elpu-（よく ilpu- ともなる）を付加することにより表される。
- Et awod etwa-m̃ a Nalmunai.

グロス: 3sg.aor ぶつ 兄弟-あなたの s ナルムナイ
訳:「ナルムナイは君の兄弟をぶった。」
- Et awod elpu-etwa-m̃ a Nalmunai.

グロス: 3sg.aor ぶつ pl-兄弟-あなたの s ナルムナイ
訳:「ナルムナイは君の兄弟たちをぶった。」
ただし、次の例のようにその名詞が n- で始まる語である場合、n は消去される。
- Is apam a natam̃añ iyii.

グロス: 3sg.pst 来る s 男 dem.an.sg
訳:「あの男が来た。」
- Is apam a elpu-atam̃añ ijiiki.

グロス: 3sg.pst 来る s pl-男 dem.an.pl
訳:「あの男たちが来た。」
なお、elpu- を用いることができるのはあくまでも数量が限定されていない場合であり、以下のように数詞で数が明示されている場合は定形/単数形が用いられ、elpu- の使用は非文法的と見做される。
- Eris apam a natam̃añ ijiiki is esej.

グロス: 3pl.pst 来る s 男 pst 三
訳:「あの3人の男たちが来た。」
無生名詞の複数形で elpu- に対応する要素は接頭辞なしかマイナス形態素（むしろ両者の複合）と分析され、n- で始まる名詞であれば n は消去され、また有生名詞の場合と同様ほかに数を特定する要素が存在する場合は不定の複数形は用いられない。
- Et ciñ nohos inca-k a di?

グロス: 3sg.aor 食べる バナナ poss.食物-私の s 誰
訳:「誰が私のバナナを食べたんだ？」
- Et ciñ ohos inca-k a di?

グロス: 3sg.aor 食べる バナナ.pl poss.食物-私の s 誰
訳:「誰が私のバナナを何本も食べたんだ？」
- Et ciñ nohos inca-k et esej a di?

グロス: 3sg.aor 食べる バナナ poss.食物-私の 3sg.aor 三 s 誰
訳:「誰が私のバナナ三本を食べたんだ？」
双数を表す接頭辞 o- も存在するが、使用は以下のような親族名称のみに限られている模様である。
- m̃ap̃o-k〈私の孫〉: elpu-m̃ap̃o-k〈私の孫たち〉: o-m̃ap̃o-k〈我が2人の孫〉

### 所有
所有は直接所有と間接所有とに分かれる。

#### 直接所有
直接所有の場合、被所有の名詞に接尾辞を直接付加して表す。
- nijma-k

グロス: 手-私の
訳:「私の手」

#### 間接所有
直接所有にあたらない所有表現は所有標識に所有接尾辞を付加したものを、被所有の名詞の後ろに置いて表す（間接所有）。所有標識は食べ物の所有を表す inca-、飲み物の所有を表す lum̃a-、汁を吸うものの所有を表す lida-、慣習的に所有物とされてきた土地や海の所有を表す um̃a-、受動的あるいは従属的な所有を表す a および era-、全般的な所有を表す u および uwu- といったものがある。これらはたとえ同じ語であったとしても以下のように文脈により使い分けられる。
- intal inca-k

グロス: タロイモ poss.食物-私の
訳:「私の[食べ物としての]タロイモ」
- intal uña-k

グロス: タロイモ poss.全般-私の
訳:「私の[食べ物ではないものとしての]タロイモ」

### 格標識
格を表す標識が存在するが、これらは以下のように支配先の名詞句次第で形が変化する。
|            |                           |                        | 基本形                            | 基本形        | 基本形                | 基本形          | 基本形 | 基本形 |
| a 〈斜格〉 | ehele 〈人称位格/方向格〉 | imta 〈与格/受益者格〉 | u 〈位格 (特定の限られた文脈で)〉 | va 〈原因格〉 | imi 〈与格/受益者格〉 |                 |        |        |
| ---------- | ------------------------- | ---------------------- | --------------------------------- | ------------- | --------------------- | --------------- | ------ | ------ |
| 代名詞と   | Form                      | Form                   | era-                              | ehele-        | imta-                 | #間接所有を参照 | va-    | imi-   |
| 代名詞と   | 代名詞                    | 代名詞                 | 所有格                            | 所有格        | 所有格                | #間接所有を参照 | 目的格 | 目的格 |
| 名詞と     | 人名                      | 人名                   | era-i                             | ehele-i       | imta-i                | u               | va-i   | imi    |
| 名詞と     | 単数                      | 始めが n-              | a                                 | ehele-i       | imta-i                | u               | va-i   | imi    |
| 名詞と     | 単数                      | 始めが in-             | a-                                | ehele-        | imta-                 | uwu             | va-    | imi    |
| 名詞と     | 単数                      | その他                 | era-i                             | ehele-i       | imta-i                | u               | va-i   | imi    |
| 名詞と     | 複数                      | 複数                   | era-i                             | ehele-i       | imta-i                | u               | va-i   | imi    |
| 前方照応   | 有生                      | 有生                   | era-n                             | ehele-n       | imta-n                | uwu-n           | va-n   |        |
| 前方照応   | 無生                      | 無生                   | era-n                             | ehele-n       | imta-n                | uwu-n           | va-ñ   |        |

表の通り、格標識の後に所有代名詞接尾辞をとるものと目的格代名詞（あるいは他動的）接尾辞をとるものの2種類が存在し、後者は本来は動詞に由来するものであった可能性がある。所有代名詞接尾辞をとるものとしてa を Et yip̃al aan...（グロス: 3sg.aor 物語る 彼(女); 訳:「彼(女)は物語った」）に続く形として示したのが以下の例であり、ehele、imta、u も同様のパターンである。
- era-m̃〈あなたについて〉
- era-i Lui〈ルイについて〉
- a nelcau uwu-n〈彼のカヌー[1艘]について〉
- a-ntaketha enaa〈あの女 (< intaketha) について〉
- era-i kuri enaa〈あの犬について〉
- erai- elcau uwu-n〈彼のカヌー[数艘]について〉
- era-n〈それについて〉

一方、目的格代名詞（あるいは他動的）接尾辞をとるものとして va を Ek atapnes añak（グロス: 1sg.aor 閉める 私; 訳:「私は扉を閉めた」）に続く形で示した例は以下の通りであり、imi も同様のパターンである。
- va-c〈あなたのせいで〉
- va-i Lui〈ルイのせいで〉
- va-i nelcau uwu-n〈彼のカヌー[1艘]のせいで〉
- va-ntaketha enaa〈あの女のせいで〉
- va-i kuri enaa〈あの犬のせいで〉
- va-i elcau uwu-n〈彼のカヌー[数艘]のせいで〉
- va-ñ〈そのせいで〉

前方照応（英: Anaphoric）は既に言及された対象に同じ文中で再び触れる際に用いられるが、その対象が有生（以下の例では tiapolo〈悪魔〉）か無生（以下の例では nworen〈場所〉）かで形が異なる。
- Is amen a tiapolo is ithii, eris ika va-n Nagaarien.

グロス: 3sg.pst 留まる s 悪魔 3sg.pst 一 3pl.pst 呼ぶ goal-彼を ナガーリエン
訳:「そこには悪魔がいて、彼はナガーリエンと呼ばれていた。」
- ...a-nworen is ithii, eris ika va-ñ Inm̃anjap̃itac.

グロス: loc-場所 3sg.pst 一 3pl.pst 呼ぶ goal-tr インムウァンジャブウィタグ
訳:「…インムウァンジャブウィタグと呼ばれた場所へ」

### 主語・時制を表す標識
動詞に時制や相による語形変化は見られない。その代わり動詞句の最初に置かれ、主語・時制・相を表す標識が存在する。これらは19世紀に記録されたものと現代のものとで差異が存在するが、まずは Inglis (1882) を基に Lynch (2000a:91) が時制・相のラベリングを追加した表を示すこととする。
|            |            | 単数     | 双数  | 三数         | 複数  |
| ---------- | ---------- | -------- | ----- | ------------ | ----- |
| アオリスト | 一人称包含 |          | intau | intaj        | inta  |
| アオリスト | 一人称除外 | ek       | ecrau | ektaj, ektij | ecra  |
| アオリスト | 二人称     | na       | ekau  | ahtaj        | eka   |
| アオリスト | 三人称     | et       | erau  | ehtaj        | era   |
| 過去       | 一人称包含 |          | intis | intijis      | imjis |
| 過去       | 一人称除外 | kis      | ecrus | ektijis      | ecris |
| 過去       | 二人称     | as       | akis  | ahtijis      | akis  |
| 過去       | 三人称     | is       | erus  | ehtijis      | eris  |
| 起動       | 一人称包含 |          | tu    | tiji         | ti    |
| 起動       | 一人称除外 | inki, ki | ecru  | tiji         | ecri  |
| 起動       | 二人称     | an       | eru   | tiji         | aki   |
| 起動       | 三人称     | inyi, yi | eru   | tiji         | eri   |

次に、リンチが調査を行った現代の主語・時制標識の一覧を挙げる（太字は19世紀のものと音韻的に同一のもの）。
|            |            | 単数                | 双数                           | 三数                        | 複数                      |
| ---------- | ---------- | ------------------- | ------------------------------ | --------------------------- | ------------------------- |
| アオリスト | 一人称包含 |                     | tau, ta, ekra, erau, era, rai- | taj, ta, ekra, era, rai-    | ta, ekra, era, rai-       |
| アオリスト | 一人称除外 | ek, k-              | ekrau, ekra, erau, era, rai-   | ettaj, ekra, era, rai-      | ekra, era, rai-           |
| アオリスト | 二人称     | na, nai, n-         | erau, ekra, era, rai-          | ettaj, ekra, era, rai-      | eka, ekra, era, eri, rai- |
| アオリスト | 三人称     | et, t-              | erau, era, ekra, rai-          | ettaj, ekra, era, rai-      | era, eri, ekra, rai-      |
| 過去       | 一人称包含 |                     | tus, tu, kis, is, s-           | tijis, kis, is, s-          | eris, kis, is, s-         |
| 過去       | 一人称除外 | kis, is, s-         | eris, is, s-                   | eris, is, s-                | ekris, eris, is, s-       |
| 過去       | 二人称     | as, na, is, s-      | ekris, ekrus, arus, is, s-     | atijis, ekris, is, s-       | akis, ekris, is, s-       |
| 過去       | 三人称     | is, s-              | erus, eris, ekris, is, s-      | etijis, ekris, eris, is, s- | eris, ekris, is, s-       |
| 起動       | 一人称包含 |                     | tu, ti, yi, ri                 | tiji, ti, ri                | ti, ri                    |
| 起動       | 一人称除外 | ki                  | ekru, ri                       | etiji, ekri, ri             | ekri, ri                  |
| 起動       | 二人称     | an, ni              | aru, ra, ri                    | atiji, ra, ri               | aki, ra, ri               |
| 起動       | 三人称     | iñiyi, inyi, yi, y- | eru, ru, ra, ri                | etiji, eri, ra, ri, yi      | eri, ra, ri               |

「アオリスト」は、ここでは現在、近過去、習慣を表す。「過去」は完了したばかりの動作は含まない（完結したばかりの動作はアオリストと完結相の標識 m̃an の組み合わせにより表現される）。起動（英: Inceptive）は何らかの出来事が起こりそうな場合や不確定法（英: irrealis）の補語に用いられる。

### 統語論

#### 語順

##### 名詞句
以下のように主要部名詞（被修飾の名詞）の後ろに指示修飾語、非指示修飾語、形容詞的に用いられる動詞、他の名詞、「動詞/名詞 + 修飾語」が続く。
- Era mas a pikad asga.

グロス: 3pl.aor 死ぬ s 豚 全て
訳:「全頭のブタが死んだ。」
- Alp̃a-i ñak nelop̃ mat.

グロス: 与える-tr 私に 棍棒 新しい
訳:「新しい棍棒をくれ。」
ただし haklin〈小さい〉は例外的に通常の動詞と同様に用いられ、連体詞的に用いられる場合は語末の -n が脱落し、名詞の前に複合要素として付く形となる。
- Et haklin a kuri.

グロス: 3sg.aor 小さい s 犬
訳:「犬は小さい」
- in-hakli-kuri

グロス: nmlz-小さい-犬
訳:「子犬」

##### 節
アネイチュム語の基本的な節構造は自動詞節では「動詞 + 主語」(VS)、他動詞節では「動詞 + 目的語 + 主語」(VOS) であるが、これはバヌアツの非ポリネシア諸語が軒並み「主語 + 動詞 + 目的語」(SVO) である中で際立った差異である。他動詞の目的語や、他動詞・自動詞を問わず無生の主語には何も標識がつかない。一方で他動詞・自動詞問わずその主語が有生の名詞句である場合は、前に助詞 a を伴う（ただ、主語の代名詞というものはいずれも a- で始まるうえにこの助詞をとらず、そもそも既に助詞と融合したものの模様である; #人称代名詞も参照）。またオセアニア諸語の多くと異なり、主語の代名詞は主語の人称・数が動詞前の助詞により示されていてもなお、ほとんど省略されることがない。
- Is omlas nefalañ iyii.[30]

グロス: 3sg.pst 滑る 道 dem.an.sg
訳:「あの道は滑りやすかった。」
- Et asalgei intapnes.[31]

グロス: 3sg.aor 開く 扉
訳:「扉は開いている。」
- Et asalgei intapnes a natimarid.[31]

グロス: 3sg.aor 開く 扉 s 首長
訳:「首長は扉を開けた。」
動詞句では先述の#主語・時制を表す標識と動詞との間に、以下のような様々な種類の助詞が挿入される場合がある。
- (時あるいは接続) + (相-法) + (副詞1) + (再帰) + (否定) + (副詞2)

###### 関係節
アネイチュム語で関係節を作る場合、名詞句の直後に置けば良く、関係代名詞は存在しない。以下の例文では u ahaji-atimi〈ほかの人々の〉が修飾される名詞句で、eris から aara にかけてが関係節である。
- Is p̃ar han m̃an ude-i u ahaji-atimi eris m̃an aviñ owai-cai aara.

グロス: 3sg.pst seq 十分 pfv 残す-tr poss.全般 ほかの-人々 3pl.pst pfv 食べたい 果実-木 彼ら.pl
訳:「木の実を食べたいほかの人々のために取っておくにはなお十分あった。」
また数詞や数量詞を名詞や名詞句と結びつける唯一の方法も関係節を用いることであり、主語標識は常に単数形、時制は動詞句におけるものと通例は同様である。
- Alp̃a-i ñak nohos et esej.

グロス: 与える-tr 私に バナナ 3sg.aor 三
訳:「バナナを3本くれ。」
- Ek alp̃a-i yin inman et ehed?

グロス: 1sg.aor 与える-tr 彼(女)に ニワトリ 3sg.aor いくつ
訳:「私はあの人に何羽のニワトリをあげたんだっけ？」

#### 態
アンナ・シェヴィェルスカは Lynch (1982:116–122) を根拠に、アネイチュム語には受動態は存在しないものとしている。